# یواس‌سی‌جی‌سی سیکامور
یواس‌سی‌جی‌سی سیکامور ممکن است به یکی از موارد زیر اشاره داشته باشد:
- یواس‌سی‌جی‌سی سیکامور (دبلیوال‌بی-۲۰۹)
- یواس‌سی‌جی‌سی سیکامور (دبلیوای‌جی‌ال-۲۶۸)